# Frank Andersson
Frank Öivind Stefan Andersson (ur. 9 maja 1956 w Trollhättan, zm. 9 września 2018 w Sztokholmie) – szwedzki zapaśnik walczący w obu stylach. Trzykrotny olimpijczyk. Brązowy medalista z Los Angeles 1984, czwarty w Moskwie 1980, a piąty i siódmy w Montrealu 1976 (w kategorii 90 kg, w stylu wolnym i klasycznym).
Zdobył pięć medali na mistrzostwach świata, w tym złoty w 1977, 1979 i 1982. Siedmiokrotny medalista mistrzostw Europy w latach 1976–1982. Drugi w Pucharze Świata w 1985; a trzeci w 1980. Dziewięć razy na podium mistrzostw nordyckich w latach 1975–1984. Mistrz świata juniorów w 1973 i 1975 roku.